# ابن القاضي المكناسي
ابن القاضي المكناسي ، ( 960هـ / 1553 م / 1025هـ / 1616 م ) .' عالم جليل و فقيه ومؤرخ .

## سيرته
هو أبو العباس أحمد بن محمد بن أبي العافية المكناسي ثم الفاسي، الشهير بابن القاضي . ولد بمكناس عام 960هـ . نشأ في بيت علم وكان أول من أخذ عنه هو والده عمر بن أبي العافية ثم أخذ عن شيوخ عصره في المغرب و المشرق . فمن شيوخه بالمغرب : أبو العباس أحمد بن علي المنجور الفاسي وأبو عبد الله محمد بن قاسم القصَّار الغرناطي والفقيه الراوية أبو زكرياء يحيى بن محمد السرَّاج الحميري والفقيه النوازلي أبو راشد يعقوب بن يحيى اليدري والفقيه المؤرخ أبو العباس أحمد بابا بن أحمد بن عمر التنبكتي . ومن شيوخه بالمشرق : أبو إسحاق إبراهيم بن عبد الرحمن العلقمي المصري الشافعي والقاضي بدر الدين محمد بن يحيى بن عمر القرافي وأبو زكرياء يحيى بن محمد الحطاب وسالم بن محمد السنهوري، وغيرهم . كان ابن القاضي حريصا على نشر العلم والإفادة كما تولى أيضا منصب القضاء بسلا وأقام به مدة . توفي ابن القاضي - رحمه الله - سنة 1025هـ / 1616 م بفاس .

## مؤلفاته
ألف ابن القاضي المكناسي العديد من التآليف المفيدة في الفقه والحساب والهندسة والتاريخ و غيرها من العلوم ونذكر منها :
- جذوة الاقتباس في ذكر من حل من الأعلام مدينة فاس
- درة الحجال في أسماء الرجال
- غنية الرائض في طبقات أهل الحساب والفرائض
- المنتقى المقصور على مآثر الخليفة أبي العباس المنصور
- لقط الفرائد في تحقيق الفوائد
- نيل الأمل فيما به جرى بين المالكية العمل
- المدخل في الهندسة
- نظم تلخيص ابن البناء
- الفتح النبيل لما تضمه من أسماء العدد التنزيل
- نظم منطق السعد